# Partido Trabalhista Brasileiro (1945)
O Partido Trabalhista Brasileiro (PTB) foi um partido político brasileiro fundado pelo ex-presidente do Brasil Getúlio Vargas, para, segundo suas palavras, "servir para separar os sindicatos e os comunistas", tendo existido pelo período de 1945 a 1965.

## História
O PTB foi fundado na cidade do Rio de Janeiro (no então Distrito Federal) em 15 de maio de 1945, sob a inspiração e fundação de Getúlio Vargas, seu maior líder e no bojo do queremismo, movimento popular cuja consigna era "Queremos Getúlio" e que propunha uma Assembleia Constituinte com Getúlio na Presidência da República. Além de Getúlio, a fundação do PTB foi articulada pelo seu Ministro do Trabalho, Alexandre Marcondes Filho.
Sua base eleitoral era o operariado urbano, com forte ligação com os sindicatos. Ideologicamente, as raízes do PTB são o castilhismo gaúcho, o positivismo, traços de social-democracia e o pensamento de Alberto Pasqualini, o maior ideólogo do PTB. Entre 1945 e 1964, foi o PTB o partido que mais cresceu, tanto em número de votos, quanto em número de filiados: em 1946, o PTB tinha 22 deputados federais; elevando-se a bancada para 66, em 1958, e em 1962, já tinha 116. Isto refletiu a crescente urbanização e industrialização que o Brasil experimentou naqueles anos. O PTB era, entre os grandes partidos de então, o mais à esquerda, e era constantemente acusado pelos opositores de ter políticas comunistas.
O programa partidário do PTB pregava algumas reformas, como a urbana, a agrária e a educativa, e tinha ênfase no crescimento econômico, desenvolvimento industrial, nacionalização de recursos e na educação. Estava incluído no contexto populista que dominou a prática política a partir do Estado Novo em diante.
Foi criado, entre outros motivos, para servir de anteparo, na classe popular e trabalhadora, à influência do Partido Comunista, e demais organizações de esquerda.

Convenção do PTB com Leonel Brizola. Arquivo Nacional.

O PTB era extremamente forte eleitoralmente quando coligado ao PSD, também criado por simpatizantes de Getúlio, mas sustentado principalmente pelas classes médias e o empresariado, tendo uma política conservadora em comparação ao PTB. Esta coligação tinha como principal adversário a UDN, partido de direita conservadora. O PTB apoiou o PSD nas eleições de 1945, quando foi eleito Eurico Gaspar Dutra. Em 1950, o PTB teve candidato próprio: Getúlio Vargas, enquanto o PSD lançou Cristiano Machado. Vargas voltou ao poder nos braços do povo e só deixaria o Palácio do Catete morto, após forte oposição da UDN e de Carlos Lacerda em especial, para demovê-lo do poder.
Nas eleições de 1955, a coligação voltou à presidência com o pessedista Juscelino Kubitschek e o trabalhista João Goulart. Jango, eleito vice-presidente, fez mais votos que JK. Jango seria reeleito vice-presidente em 1960, sendo Jânio Quadros eleito presidente. Jânio, apoiado pela UDN, infligiu a única derrota do PSD/PTB em eleições presidenciais no primeiro período democrático brasileiro. O candidato do PSD era o Marechal Henrique Teixeira Lott.
Ao final dos anos 60, o PTB tinha uma ala mais conservadora e centrista, com Lúcio Meira, Fernando Ferrari, Pasqualini, Ivete Vargas, Gilberto Mestrinho e outra mais próxima à esquerda, cujos maiores expoentes foram Leonel Brizola, San Tiago Dantas, Sérgio Magalhães, Almino Afonso, José Gomes Talarico e Rubens Paiva, e se nuclearam na ala "concentrada", e na Frente Nacionalista, que propunha aceleração das reformas sociais.
No dia 25 de agosto de 1961, Jânio Quadros renunciou ao cargo, e as forças militares brasileiras tentaram impedir a posse de Jango, tendo início a Campanha da Legalidade, comandada por Leonel Brizola, governador do Rio Grande do Sul pelo PTB. Jango acabou empossado num sistema parlamentarista, que foi repudiado pela população dois anos depois. Jango seria deposto pelo golpe militar de 1964. Durante a ditadura, implantada para combater supostos movimentos comunistas, se perseguiu e cassou principalmente políticos trabalhistas, como foi o caso de Jango, Brizola, Rubens Paiva, e Sereno Chaise, entre outros, além de lideranças comunitárias, sindicais e estudantis ligadas ao partido.
Em 1965, através do AI-2, o PTB foi extinto, assim como todos os partidos políticos até então existentes. A quase totalidade dos petebistas que não haviam sido cassados ou fugido do país migraram então para o recém-criado MDB. O bipartidarismo durou até 1979, quando o então presidente João Figueiredo restaurou o pluripartidarismo no processo de abertura política.

### Partidos sucessores
Após a anistia, diversos trabalhistas históricos voltaram do exílio, de onde vinham organizando a reestruturação do partido, principalmente sob a liderança de Leonel Brizola. Houve então uma acirrada disputa pelo nome, pela sigla e pela legenda do PTB, entre o grupo de Brizola e o grupo liderado pela ex-deputada Ivete Vargas, sobrinha-neta  de Getúlio Vargas (seu avô materno, Viriato Dornelles Vargas, era irmão de Getúlio). Tendo o Tribunal Superior Eleitoral dado ganho de causa ao grupo de Ivete em 1980, que fundou então o novo Partido Trabalhista Brasileiro (que existiu até 2023), o grupo de Brizola fundou então o Partido Democrático Trabalhista (PDT). Enquanto o PDT mantém um viés trabalhista de centro-esquerda, o atual PTB é considerado um partido de centro-direita e não apresenta afinidade ideológica com o antigo PTB, nem com seus quadros históricos pré-ditadura. Em 2023, com o fim do Partido Trabalhista Brasileiro de Ivete Vargas, um grupo de trabalhistas brizolistas se uniram e deram inicio ao processo no Tribunal Superior Eleitoral (TSE) para a criação de um outro Partido Trabalhista Brasileiro, liderados pelo ex deputado Vivaldo Barbosa.

## Desempenho eleitoral

### Eleições legislativas
| Legislatura      | Bancada   | %     | ±  | Líder                      |
| ---------------- | --------- | ----- | -- | -------------------------- |
| 38.ª (1947–1951) | 24 / 286  | 8,39  | 24 | Vargas Neto (PTB-DF)       |
| 39.ª (1951–1955) | 51 / 304  | 16,78 | 27 | Brochado da Rocha (PTB-RS) |
| 40.ª (1955–1959) | 58 / 326  | 17,79 | 7  | Fernando Ferrari (PTB-RS)  |
| 41.ª (1959–1963) | 66 / 326  | 20,25 | 8  | Wilson Vargas (PTB-RS)     |
| 42.ª (1963–1967) | 116 / 409 | 28,36 | 50 | Leonel Brizola (PTB-RS)    |

| Legislatura      | Bancada | %     | ± | Líder                      |
| ---------------- | ------- | ----- | - | -------------------------- |
| 38.ª (1946–1951) | 4 / 64  | 6,25  | 4 | Salgado Filho (PTB-RS)     |
| 39.ª (1951–1955) | 13 / 63 | 20,63 | 9 | Lúcio Bittencourt (PTB-RJ) |
| 40.ª (1955–1959) | 15 / 64 | 23,44 | 2 | Saulo Ramos (PTB-SC)       |
| 41.ª (1959–1963) | 16 / 64 | 25    | 1 | Saulo Ramos (PTB-SC)       |

### Eleições presidenciais e vice-presidenciais
| Ano  | Imagem | Candidato(a) a presidente    | Candidato a vice-presidente | Coligação                   | Votos     | %     | Colocação |
| ---- | ------ | ---------------------------- | --------------------------- | --------------------------- | --------- | ----- | --------- |
| 1945 |        | Eurico Gaspar Dutra (PSD)    | —                           | PSD e PTB                   | 3.251.507 | 55,39 | 1º        |
| 1950 |        | Getúlio Vargas (PTB)         | —                           | PTB e PSP                   | 3.849.040 | 48,73 | 1°        |
| 1950 |        | —                            | Café Filho (PSP)            | PTB e PSP                   | 2 520 790 | 35,76 | 1°        |
| 1955 |        | Juscelino Kubitschek (PSD)   | —                           | PSD, PTB, PR, PTN, PST, PRT | 3.077.411 | 35,68 | 1°        |
| 1955 |        | —                            | João Goulart (PTB)          | PSD, PTB, PR, PTN, PST, PRT | 3.591.409 | 44,25 | 1°        |
| 1960 |        | Henrique Teixeira Lott (PSD) | —                           | PSD, PTB, PST, PSB, PRT     | 3.846.825 | 32,94 | 2°        |
| 1960 |        | —                            | João Goulart (PTB)          | PSD, PTB, PST, PSB, PRT     | 4.547.010 | 36,10 | 1°        |

### Presidentes do Conselho de Ministros
| Nome        | Retrato | Origem | Período dos mandatos                           | Ref. |
| ----------- | ------- | ------ | ---------------------------------------------- | ---- |
| Hermes Lima |         | Bahia  | 18 de setembro de 1962 - 24 de janeiro de 1963 |      |